# Platz der Freiheit (München)

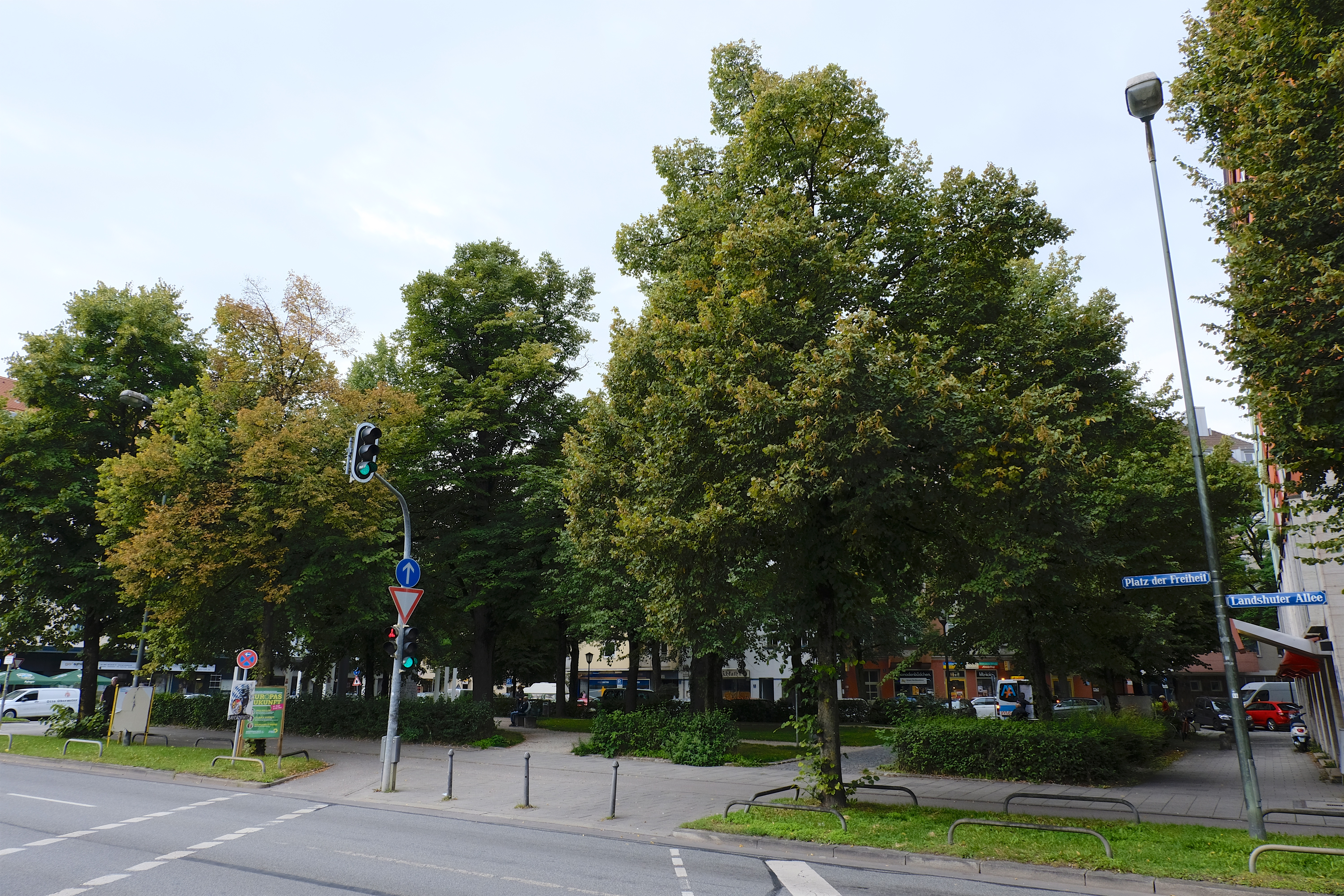
Platz der Freiheit sedd från Landshuter Allee

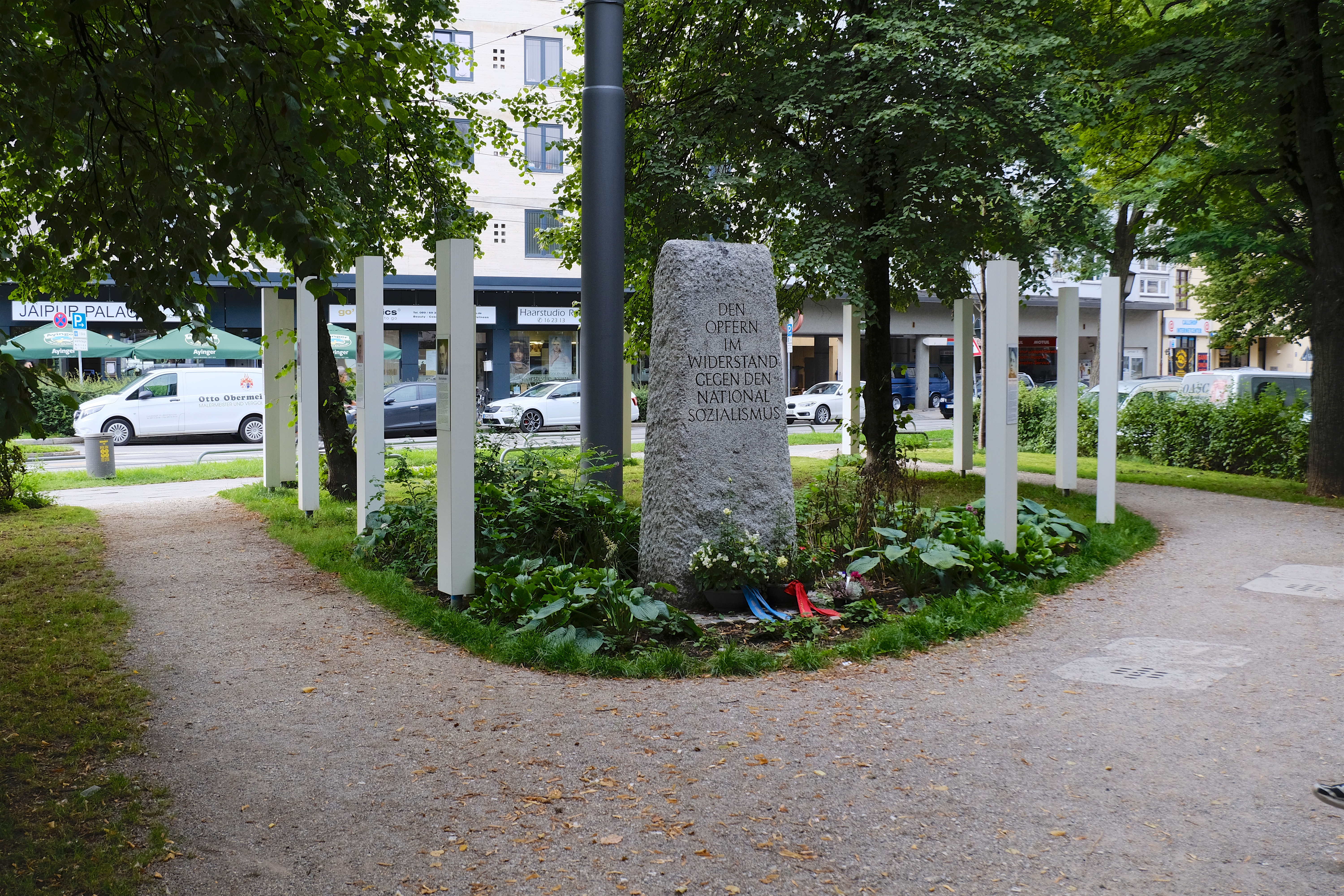
Monument på Platz der Freiheit

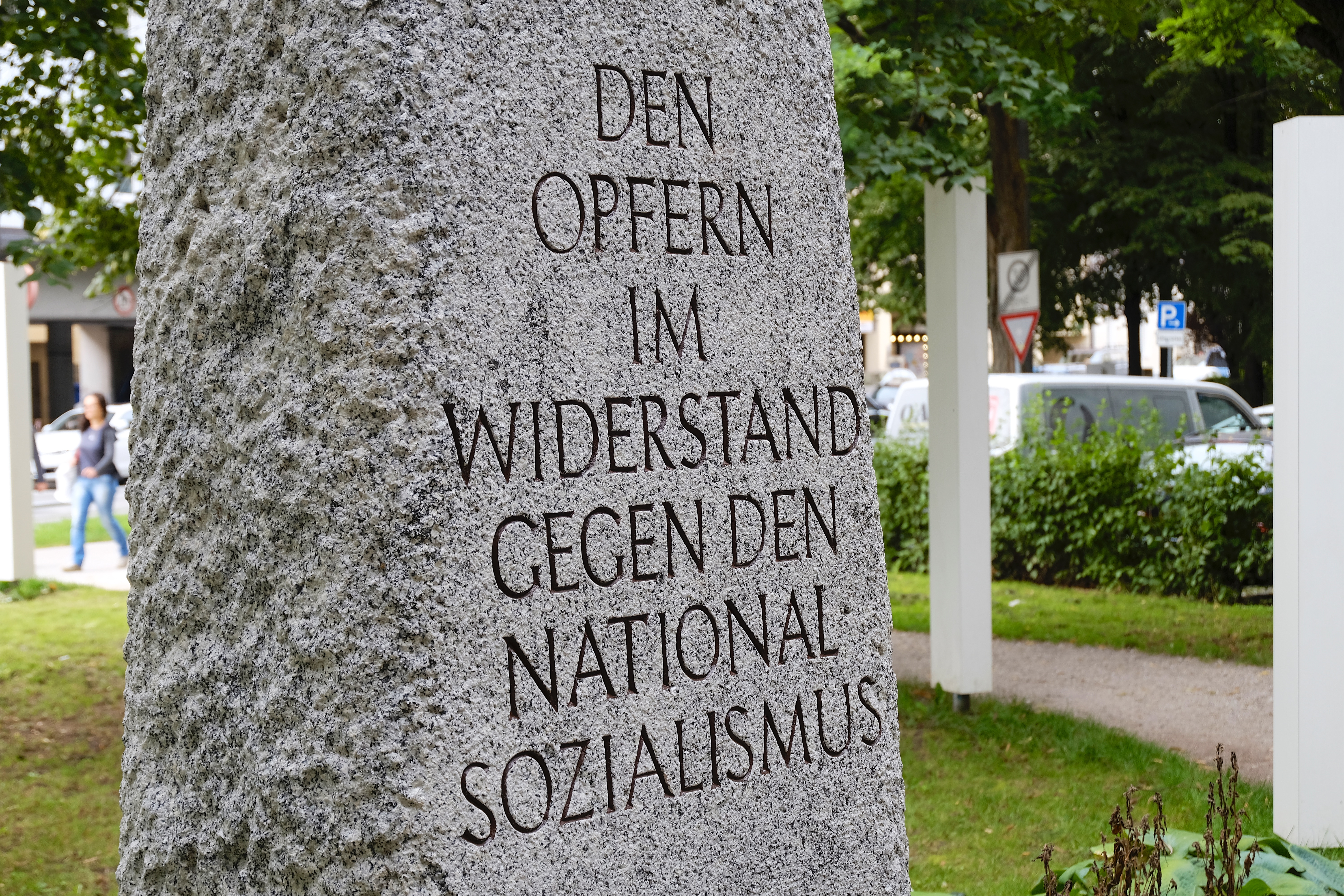
Inskription på monumentet

Platz der Freiheit är ett torg i München vid korsningen av Landshuter Allee/Leonrodstraße i stadsdelen Neuhausen.
Platz der Freiheit kallades ursprungligen Hindenburgplatz och döptes om 1946 för att hedra offren för nationalsocialismen.
40 år efter krigsslutet restes en minnessten i granit designad av Karl Oppenrieder och dedikerad till "Offren i motståndet mot nationalsocialismen" på denna plats. År 1962 uppfördes det som ursprungligen var en tillfällig åtgärd på Platz der Opfer des Nationalsozialismus (Plats för offren för nationalsocialismen). Sedan en stele med ett evigt ljus hade rests här kom stenen hit 1985.
Konstnären Wolfram P. Kastner planerade att bygga ytterligare ett monument på torget. Runt torget ville han placera namn, porträtt och livshistorier om människor som gjorde uppror mot nazistregimen. Detta blev verklighet i juli 2016 
Den ursprungliga planen var att Kastners verk Zwölf Stelen skulle vara kvar till 2019. I juli 2020 fördes en politisk diskussion om Kastners konstverk skulle vara kvar. I april 1921 fanns Zwölf Stelen fortfarande på plats.